# 一氧化氯
一氧化氯，为氧氯化合物，化学式为ClO。臭氧層破洞與它有关。
在臭氧层中，氯原子与臭氧分子发生反应，产生氧分子与一氧化氯
。
Cl· + O
3 → ClO· + O
2
ClO· + O -> Cl· + O
2